# (37111) 2000 UP103
2000 UP103 (asteroide 37111) é um asteroide da cintura principal. Possui uma excentricidade de 0.17495730 e uma inclinação de 5.98629º.
Este asteroide foi descoberto no dia 25 de outubro de 2000 por LINEAR em Socorro.